# Erissus angulosus
Erissus angulosus là một loài nhện trong họ Thomisidae.
Loài này thuộc chi Erissus. Erissus angulosus được Eugène Simon miêu tả năm 1895.